# Phi1 Lupi
Phi1 Lupi (88 Lupi) é uma estrela na direção da constelação de Lupus. Possui uma ascensão reta de 15h 21m 48.44s e uma declinação de −36° 15′ 40.2″. Sua magnitude aparente é igual a 3.57. Considerando sua distância de 326 anos-luz em relação à Terra, sua magnitude absoluta é igual a −1.43. Pertence à classe espectral K5III.